# Запис орах код цркве (Орашје)
Запис орах код цркве (Орашје) се налази на парцели чији је власник Црквена општина.

## Локација
| Општина             | Варварин                                                       |
| Катастарска општина | Орашје                                                         |
| Потес               | Присоје                                                        |
| Координате          | 43° 45′ 00″ С; 21° 15′ 30″ И / 43.75° С; 21.258400000000002° И |
| Надморска висина    | m                                                              |

## Карактеристике
Дендрометријске вредности утврђене на терену и сателитским снимцима:
| Стабло                     | Орах |
| Висина стабла              | m    |
| Обим дебла                 | m    |
| Пречник крошње             | 10m  |
| Пречник дебла              | m    |
| Висина дебла до прве гране | m    |

## База записа
Запис је у оквиру Викимедија пројекта "Запис - Свето дрво" заведен под редним бројем 0542.